# Helonoma bifida
Helonoma bifida är en orkidéart som först beskrevs av Henry Nicholas Ridley, och fick sitt nu gällande namn av Leslie Andrew Garay. Helonoma bifida ingår i släktet Helonoma och familjen orkidéer. Inga underarter finns listade i Catalogue of Life.